# ヤマハ・VL/VPシリーズ
VL/VPシリーズ（ブイエル・ブイピー・シリーズ）とはヤマハの物理モデル音源を搭載したシンセサイザーの型番・商品名。

## 概要
米国スタンフォード大学と、ヤマハが共同開発した音源で、ヤマハのAWM音源やXGフォーマットなどに関する技術を融合し開発された。この技術が搭載されているシンセサイザーにはSONDIUS-XGのロゴが本体や説明書に刻印または、表記されるがEX5以降に発売される該当機種のみに刻印もしくは、表記されている。現在主流の一般的なミュージックシンセサイザーやキーボードの様な、録音（サンプリング）された音を変化させ音を出している類とは違い、管楽器や、弦楽器などの構成等を計算（演算）により音を表現しており、デジタルアナログミュージックシンセサイザーに近い。
物理モデル音源の先駆けとなったが、VL70-mを除いて非常に高価な機種のため、普及しなかった。VL/VPシリーズは後のEXシリーズとは異なり、物理モデル音源のみ搭載の機種のため、VL/VPシリーズのシンセサイザー1台でカラオケMIDIデータの作成、再生はできず、もちろんシーケンサーを搭載していない。そのため、ファクトリーディスクに収録されているデモソングの一部は、XG音源が搭載された機種とMIDI接続を行って初めて1曲が成り立つものも収録されている。他のPCM音源のシンセサイザーと並べて、管楽器や架空楽器のパートをこの機種で演奏する、または、バンドの中のソロ演奏用のリードシンセとして利用するという使い方をする。VP1はスタジオはもちろん、ステージで見る機会はほぼない。開発には後にVCMテクノロジーを開発する国本利文が携わった。

## 音源方式
S/VAとF/VAの2方式がある。
S/VA方式（VLシリーズ）
Self oscillation type/VA Synthesis system。搭載されたDSP内で、管楽器や擦弦楽器を模した基本モデルにプレッシャーを加えることで振動を生み出して発音するタイプの物理モデル音源。従って、プレッシャーをかけている間は音が鳴り続けるが、プレッシャーをかけるのをやめると同時に音は消える。具体例を挙げれば、弦に弓を押しつける力を掛けることで弦の振動を生み出して音を作り出す。自然楽器以上の表現力と生っぽさを基本として新しい音を追求した音源方式であると言える。
F/VA方式（VP1）
Free oscillatiom type/VA Synthesis system。1つは弦を弾いたり叩いたりといった演奏を行うギターやベース、パーカッションなど撥弦楽器の基本モデル、もう1つは弦をこする演奏を行うバイオリンやチェロなど擦弦楽器の基本モデル、この2つの基本モデルから構成されている。F/VA音源では弦を弓で実際にこすることで弦の振動を生み出している。F/VA音源の特長として、コントローラーによって音源内部の物理モデルをコントロールできる自由度の高さがあり、それはS/VA音源方式を遙かに凌駕するものという。F/VA音源は自然楽器の構造をベースにしながら、リアルタイムに仮想楽器の材質・構造を変化させることによる自然界ではありえない複雑な音色変化を目指していると言える。VP-1にのみ搭載された。

## シリーズのモデル
VL1
1993年発売。音源方式はS/VA。49key。同時発音数2音。インターナルのボイスメモリー128。物理モデル音源第1号機。木目パネルを採用し、プロユースだけを意識して作られたシンセサイザーとしての風格を醸し出している。発売から20年経過後も氏家克典や、浅倉大介などのアーティストなどが使用している。ちなみに浅倉大介は、ショルキー（KX5）の音源としてLIVEなどで使用している。鍵盤左側に設置されている3つのホイールや、スライダー、フットペダル等を多用して時間変化のある音色を再現可能としている。管楽器のシミュレートや架空楽器の創造が得意であり、ピアノ音の再生は不得手としている。後にマルチティンバー化（といっても2パートだが）と物理モデルのアルゴリズム強化のため、Version2へのアップデートが行われた。
VL1-m
1994年に発売されたVL1の音源モジュール版。音源方式はS/VA。3Uフルラックサイズ。同時発音数2音。インターナルのボイスメモリー128。VL1同様、後にVersion2へのアップデートが行われた。プリセットボイスはVL1とは差し替えられており、また、同梱のFDにはVL1のプリセットボイスが収められており、それを呼び出して使うことも可能である。主な特長として、ブレスコントローラーの端子を備えていること、そしてWX11のようにリップによるピッチベンドの幅が固定されているコントローラーに対して、VL1-mの側でピッチベンドの幅を広げるためのパラメーターであるWXリップモードを搭載していることが挙げられる。またVL7で用意されたノーブレスボイスもVL1-mでもプリセットされている。また付属のディスクの中に、ウィンドコントローラー用にカスタマイズされた32のボイスが入っており、ヤマハ・WXシリーズを使っているユーザーへ間口を広げている。
VL7
1994年に発売されたVL1の廉価版。音源方式はS/VA。49key。同時発音数1音。インターナルのボイスメモリー64。VL1同様後にVersion2へのアップデートが行われた。VL1の下位互換性を確保し、VL1で2エレメントを使う音色ではそのうち片方を呼び出してVL7では演奏できるようになっている。またVL1では木目パネルであった部分が牛皮をイメージしたラバサン塗装に変更されている。VL1に比べて価格が2/3以下に抑えられたが、これでも価格が高く、VL音源の普及とは程遠かった。ブレスコントローラーを吹かないと音が出ないプリセットボイスがVL1は多かったが、鍵盤演奏だけで音色変化が楽しめるノーブレスボイスが用意されている。
また、PLG150-VLと、EX5のVL音源と同等ではあるものの、初めから音色を作ることが難しく複雑なため、EX5では音色を作りやすくするためにテンプレートとしてある程度構成された音色を加工すると言う方式を取られているため自由度は少ない。
VL70-m
1996年発売。ハーフラックサイズ音源モジュール。音源方式はS/VA。最大同時発音数:1音 音色数:プリセット256ボイス（137VL-XGボイス含む）＋ユーザー64ボイス＋カスタム6ボイス エフェクト:リバーブ×12、コーラス×10、バリエーション×44、ディストーション×3
前述のVL1-mの廉価版として登場。約1/5の価格を実現し、物理モデル音源を身近にしたモデルである。WX11やWX5を直接つなげるWXイン端子、パソコンと直結できるTO HOST端子を装備。VL1-mの時にあったウィンドコントローラー用の音源モジュールとしての用途を進化させる一方で、PCとの連携も視野に入れている。
ボリュームやエフェクトなどのXGコントロール情報の受信し、バンクセレクトを受信して指定したXGバリエーション音色での演奏可能なVL-XGモードと呼ばれるXGの拡張性に準拠した演奏モードもあり、VL70-m用の演奏パートをXG音源で鳴らさないように設定可能。後にMUシリーズやSシリーズ、MOTIFシリーズのプラグインボードとして発売された「XG Plug-in System|PLG100-VL」はこれとほぼ同じ機能を持っている。2011年生産完了。
VP1
1994年発売。坂本龍一（ワールドツアー、TKダンスキャンプなど）や、小室哲哉（TMNラストライブ）、久石譲（『キッズ・リターン』『もののけ姫』）など一部のキーボーディストが利用したプロユースを目的としたシンセサイザー。ほかには冨田勲、松任谷正隆などがユーザーとして知られていた。76key。16音ポリ。音源方式はF/VA。ピックで弦をはじくといったような、一定のトリガーを受けて発振し、自由振動を経て音が減衰していくタイプの楽器をシミュレートし、発音する物理モデル。このため、ギターやベース、パーカッション系の音色は実に生々しく再現でき、トリガーを連続的に与えることによってストリングス系の音色の再現にも威力を発揮する。VL1の何倍もの音源チップとCPUによって16音ポリフォニックを実現し、4エレメント構成のボイスでも和音で演奏できるようにしている。このために本体からは大量の熱が発生する。同じ物理モデル音源だが、VL1とはシミュレートする楽器が異なるため音源方式がF/VAと区別されており、VL1、VL7の16音ポリフォニックモデルではないとされている。10台程しか製造されず、この機種は定価の270万円で売れてもヤマハにとっては台数が売れれば売れるほど赤字が膨らんでいくという伝説がある。ヤマハの技術力を世間にアピールするために作られたモデルと言われ、その点ではDX1と相通ずるものがうかがえる。その点ではDX1と相通ずるものがうかがえる。S/VA音源方式はEX5や、対応機種のみではあるが、シンセサイザーや、音源モジュールなどに追加音源として搭載可能なプラグインボードとして発売され、さらにソフト音源ではポリフォニック化が試みられたが、F/VA音源方式は現時点ではこのVP1のみである。

## VLシリーズのversion2へのアップグレード内容
1. VLシリーズならではの特徴である物理モデルの進化（シミュレーション精度のアップ）
2. エフェクトの強化

アップグレードサービスは終了している。
※VL70-mは除く

## その他
クリプトン・フューチャー・メディア社の展開するキャラクター、「VOCALOID」2シリーズ第3弾の巡音ルカのデザインには、VLシリーズのデザインが取り入れられており、腕には「VL1」または、「VP1」操作部の意匠と似たアームカバーが、胸部には金管楽器の操作部の飾りが付いており、全体的に「VL1」「VP1」をイメージさせる衣装となっている。